# Ischémie
Une ischémie (prononcé : /is.ke.mi/ ; du grec ancien : ἴσχω / ískhô, « tenir » et αἷμα / haîma, « sang ») est la diminution de l'apport sanguin artériel à un organe. Cette diminution entraîne essentiellement une baisse de l'oxygénation des tissus de l'organe en dessous de ses besoins (hypoxie) et la perturbation, voire l'arrêt, de sa fonction. L’ischémie est l’interruption à la fois de l’apport d’oxygène et de nutriment, mais cela interrompt également l’élimination des molécules toxiques résultant du métabolisme cellulaire.

## Mécanismes
L'ischémie peut avoir diverses causes :
- thrombose artérielle obstructive ;
- plaque d'athérome obstructive ;
- hémorragie ou hypoperfusion empêchant certains tissus d'être correctement alimentés ;
- compression d'une artère par un objet extérieur (écrasement d'un membre, garrot) ou par un phénomène interne (hématome, tumeur, épanchement d'un liquide).

L'ischémie peut être réversible et n'entraîner qu'une gêne limitée. Elle peut être irréversible et peut conduire à l'infarctus de l'organe, c'est-à-dire à la mort d'une partie (notion de « pénombre ischémique ») ou de la totalité de celui-ci. Les deux cas les plus critiques sont les ischémies touchant le cerveau (AVC) ou le muscle cardiaque (infarctus du myocarde).
L'ischémie aiguë d'un membre, consécutive à l'oblitération brutale de l'axe artériel de ce dernier, est une urgence vasculaire à pronostic vital engagé (mortalité d'environ 20 %).
Elle survient le plus souvent après une thrombose ou une embolie. Il en résulte une souffrance tissulaire due à l'anoxie.
En plus de cela, l'ischémie entraîne une acidose métabolique, avec une augmentation de concentration de protons, et une augmentation de la pression partielle de dioxyde de carbone.

## Conséquences
Les conséquences locales immédiates sont une atteinte des nerfs périphériques en 2 à 5 heures, suivie d'une rhabdomyolyse dans les 6 heures. L'atteinte cutanée n'est décelable que tardivement et indique souvent des lésions irréversibles.
Si elle touche le cerveau due à une hypertension chronique, elle est à long terme un facteur de risque de démence et de maladie d'Alzheimer (MA).
Certains se demandent même si la MA n'est pas une maladie vasculaire plutôt que neurodégénérative, notamment liée à une hypoperfusion cérébrale et à une mauvaise irrigation du cerveau, comme dans d'autres formes de démence peut-être.

## Manifestations
Elle peut se manifester par des douleurs au niveau de l'organe atteint (angine de poitrine pour le cœur, claudication intermittente pour une jambe, syndrome des loges pour les muscles, etc.). L'ischémie peut aussi provoquer un mauvais fonctionnement de l'organe atteint (insuffisance cardiaque pour le cœur par exemple).
Quand l'organe atteint est le cerveau, elle peut provoquer des maux de tête, des troubles du comportement, une perte de motricité ou une perte de connaissance.

## Principes de traitement
Le traitement vise essentiellement à rétablir un débit artériel suffisant vers l'organe.
On propose soit la correction de l'anomalie artérielle responsable (angioplastie, chirurgie vasculaire, etc.) soit l'administration de médicaments qui vont dilater les artères.
Le traitement préventif consiste à empêcher la récidive des lésions sur l'artère, ou, au moins, empêcher leur progression à l'aide d'un traitement antiagrégant plaquettaire et de la lutte contre les facteurs de risque de l'athérome.
Dans tous les cas, l'entraînement régulier de l'organe atteint permet de limiter de manière notable la gêne occasionnée par l'ischémie : marche en cas d'artérite des membres inférieurs, rééducation cardiaque.

## Cas particuliers
- La diminution du débit artériel pulmonaire, dans le cadre par exemple d'une embolie pulmonaire, n'entraîne pas d'ischémie de cet organe, le sang étant dans ce cas carbonaté (pauvre en oxygène), même s'il circule dans une artère.
- En outre, l'ischémie résultant de la pression du follicule sur l'ovaire au moment de l'ovulation participe à la rupture de la paroi ovarienne, et donc à l'ovulation. Cette ischémie n'est donc pas pathologique mais tout à fait physiologique.